# 安妮·雪利 (動畫)
《安妮·雪利》是由Answer Studio製作的日本電視動畫，改編自加拿大作家露西·莫德·蒙哥馬利的《绿山墙的安妮》系列作品。
本作品是「安妮系列」在世界名作劇場《清秀佳人》之後再次被改編為日本動畫，與前作不同的是，本作品將以「安妮系列」的前三部作品為原作改編，內容側重描寫安妮從少女成長為大人的過程。

## 登場人物
安妮·雪利（Anne Shirley，聲：井上穗乃花）
一個自幼失去父母，渴望有愛而度過寂寞的紅髮雀斑少女，11歲時從孤兒院收養到綠色莊園。她有著開朗積極的個性和非凡的想像力，從一個女孩成長為一個出色的女人，帶動著周圍的人。
柏莎·雪利（Bertha Shirley，聲：島袋美由利）
安妮的母親，有著一頭金色秀髮。
瑪麗拉·卡斯伯特（Marilla Cuthbert，聲：中村綾）
收留安妮的卡斯伯特兄妹中的妹妹。起初，她反對收養安妮，但在了解了她的身世背景後，決定收養她。對安妮的指導有時很嚴格，有時很溫柔，同時自己也在改變。
馬修·卡斯伯特（Matthew Cuthbert，聲：松本保典）
收留安妮的卡斯伯特兄妹中的哥哥。不擅長與女性交談。但他是一個善解人意的人，即使安妮引發了各種事件，他總是用溫暖的眼神看著她。比任何人都更希望自己的養女安妮能夠幸福。
吉爾伯特·布萊斯（Gilbert Blythe，聲：宮瀨尚也）
無論學業或外表，他是學校裡最受歡迎的學生。喜歡惡作劇。還嘲笑安妮的紅髮，這導致他們的關係很糟糕。後意識到自己對安妮有感情，但卻很難向她表達。透過許多事件，他深深地融入有安妮存在的日常生活。
黛安娜·貝瑞（Diana Barry，聲：宮本侑芽）
安妮的第一個知己。非常敬佩安妮豐富的想像力。她聰明、善良，總是站在安妮這邊。雖然和安妮分道揚鑣，但她們的友誼將永遠持續下去。
J.A.哈里遜（J.A. Harrison，聲：太田光）
搬到綠色莊園隔壁的古怪男人。儘管他總是坦率地和安妮說話，但別人卻很難理解他。
金傑（Ginger，聲：竹內一希）
哈里遜養的鸚鵡。
瑞秋·林德（Rachel Lynde，聲：齊藤貴美子）
湯瑪斯·林德（Thomas Lynde，聲：小柳基）
史賓賽夫人（Mrs.Spencer，聲：中村千繪）
芙蘿拉·珍·史賓賽（Flora Jane Spencer，聲：千本木彩花）
布魯威特夫人（Mrs. Blewett，聲：田村聖子）
車站長（Stationmaster，聲：石住昭彥）
愛麗莎·貝瑞（Eliza Barry，聲：前田玲奈）
黛安娜與明妮・梅的母親。性格拘謹。對女兒們非常嚴格，當她發現安妮誤把葡萄酒當成草莓汁請黛安娜喝而讓她醉酒時非常憤怒，並禁止戴安娜和安妮做朋友。之後安妮因為救了得到哮吼病危的明妮，對之前對待安妮的行為感到愧疚，並允許兩人再次成為朋友。
威廉·貝瑞（William Barry，聲：丹澤晃之）
黛安娜與明妮・梅的父親。
明妮·梅·貝瑞（Minnie May Barry，聲：大森日雅）
黛安娜的妹妹。
瑪麗·喬（Mary Joe）
貝瑞家的女傭。
貝爾牧師（Mr. Bell，聲：辻井健吾）
珍·安德魯斯（Jane Andrews，聲：菊池紗矢香）
露比·吉利斯（Ruby Gillis，聲：雨宮天）
裘西·派伊（Josie Pye，聲：笹森亞希）
瑪麗·貝爾（Mary Bell，聲：仁見紗綾）
泰迪·菲利浦斯（Teddy Phillips，聲：丹澤晃之）
吉米·葛洛佛（Jimmy Glover，聲：石毛翔彌）
查理·史隆（Charlie Sloane，聲：澤城千春）
凱莉·史隆（Carrie Sloane，聲：中野彩麻）
明妮·梅·麥克佛生（Minnie May MacPherson，聲：西川知奈美）
穆迪·史柏真·麥克佛生（Moody Spurgeon MacPherson，聲：虎島貴明）
艾拉·梅·麥克佛生（Ella May MacPherson，聲：橘杏咲）
妙麗葉兒·史黛西（Muriel Stacy，聲：折笠富美子）
艾倫夫人（Mrs. Allan，聲：冰上恭子）
艾倫牧師（Reverend Allan，聲：落合福嗣）
弗雷德·萊特（Fred Wright，聲：竹內一希）
潔若婷‧西摩爾（Geraldine Seymour，聲：仁見紗綾）
伯特倫‧戴維爾（Bertram DeVere，聲：虎島貴明）
哈利‧威爾遜（Harry Wilson，聲：安堂奈奈子）
山姆‧波爾特（Sam Boulter，聲：仁見紗綾）
愛麗絲·貝爾（Alice Bell，聲：中野彩麻）
馬丁·安德魯斯（Martin Andrews，聲：石毛翔彌）
路易斯·安德魯斯（Lewis Andrews，聲：浦和希）
愛蜜莉亞·艾凡斯（Amelia Evans，聲：喜代原麻里）
普莉西拉·格蘭特（Priscilla Grant，聲：本泉莉奈）
史黛拉·梅納德（Stella Maynard，聲：高森奈津美）
哈蒙·安德魯斯（Harmon Andrews，聲：加藤清司）
布萊斯夫人（Mrs. Blythe，聲：上田晴美）
朵拉·基斯（Dora Keith，聲：太田梨香子）
戴維·基斯（Dave Keith，聲：小市真琴）
保羅·厄文（Pual Irving，聲：川島零士）
史蒂芬·厄文（Stephen Irving，聲：高塚正也、吉村海空（幼少期））
夏綠蒂四世（李奧諾拉·鮑曼）（Charlotta the Fourth（Leonora Bowman），聲：橘茉莉花）
拉文妲的第四任女傭，本名為李奧諾拉·鮑曼，她是鮑曼四姊妹中最小的妹妹。她會被稱呼為夏綠蒂四世，是因為大姊叫夏綠蒂·鮑曼（Charlotta Bowman），擔任拉文妲的女傭到16歲為止，其後二姊茱麗葉塔·鮑曼（Julietta Bowman）來擔任，被拉文妲稱呼為夏綠蒂二世（Charlotta the Second），之後三姊伊芙莉娜·鮑曼（Evelina Bowman）來擔任，被拉文妲稱呼為夏綠蒂三世（Charlotta the Third），因此由此得知李奧諾拉就被拉文妲稱呼為夏綠蒂四世。
拉文妲·路易斯（Lavendar Lewis，聲：園崎未惠、小鹿奈緒（幼少期））
丹尼爾·布萊爾（Daniel Blair，聲：田中永真）
安東尼·派伊（Anthoy Pye，聲：笹森亞希）
莫里·安德魯斯（Morley  Andrews，聲：葉山翔太）
普莉莉·羅傑森（Prily Rogerson，聲：玉野琉那）
凱薩琳·安德魯斯（Catherine Andrews，聲：小夏由美子）
伊萊莎·安德魯斯（Eliza Andrews，聲：伊澤磨紀）
狄克生（Mr. Dixon，聲：上別府仁資）
羅倫佐·懷特（Lorenzo White，聲：小林康介）
懷特夫人（Mrs. White，聲：神田美夏）
詹姆斯·懷特老夫人（Old Mrs. James White，聲：櫻岡敦子）
蘿麗塔·懷特（Loretta White，聲：高岸美里亞）
夏綠蒂·E·摩根（Charlotte E. Morgan，聲：宮澤清子）
彭德克斯特夫人（Mrs. Pendexter，聲：豐口惠）
菲莉琶·高登（Philippa Gordon，聲：安濟知佳）
安妮在雷德蒙大學認識的同學。愛稱菲兒（Phil）。
羅耶爾·嘉德納（Royal Gardner，聲：川島得愛）
雅各布·唐奈爾（Jacob Donnell，聲：遠藤加奈美）
漢娜·哈寶（Hannah Hubble，聲：本間沙智子）
愛達·哈寶（Ada Hubble，聲：本間沙智子）
佩蒂·史波福特（Patty Spofford，聲：津田匠子）
佩蒂小屋的主人。
亞歷克（Alec，聲：清水優讓）
菲莉琶的男性朋友之一。
阿隆佐（Alonzo，聲：水中雅章）
菲莉琶的男性朋友之一。

## 主題曲
片頭曲予感
演唱、作詞、作曲：とた，編曲：出羽良彰
片尾曲heart
演唱：Laura day romance，作詞、作曲：鈴木迅

## 各話列表
| 話數     | 標題                                            | 剧本       | 分鏡     | 演出               | 作畫監督 | 首播日期      |
| -------- | ----------------------------------------------- | ---------- | -------- | ------------------ | --- | ------------- |
| 第一話   | 這世界真的非常有趣                              | 高橋奈津子 | 川又浩   | 川又浩             | 渡邊裕二、齋藤直子                                                                                                 | 2025年 4月5日 |
| 第二話   | 我喜歡美麗的事物                                | 高橋奈津子 | 川又浩   | 山內東生雄         | 齋藤直子、佐藤沙名榮、日下岳史、金野賢、柴田知波、宮本武史                                                         | 4月12日       |
| 第三話   | 期待某件事時 就已經獲得一半的快樂               | 平見瞠     | 戶川順一 | 杉山正樹           | 渡邊裕二 | 4月19日       |
| 第四話   | 在這樣有趣的世界 不能一直這樣悲傷下去           | 林賢一     | 奥村吉昭 | 又野弘道           | 山崎展義、地崎剛、松本勝次                                                                                         | 4月26日       |
| 第五話   | 往好的方面想吧                                  | 高橋奈津子 | 上原秀明 | 粟井重紀           | 櫻井木之實、李芸真、山本真由美、增毛七村、飯飼一幸、杜衛峰、魏旭龍、谢鑫                                           | 5月3日        |
| 第六話   | 我曾認為 沒有比紅髮還更討厭的東西               | 平見瞠     | 三浦陽   | 佐野真司           | 齋藤直子 | 5月10日       |
| 第七話   | 雖然不斷失敗 但每次都能藉此改正自己的缺點       | 林賢一     | 川又浩   | 杉山正樹           | 渡邊裕二 | 5月17日       |
| 第八話   | 我只想成為我自己                                | 高橋奈津子 | 大原實   | 細田雅弘           | 山崎展義、長田繪里、樽澤雄二、地崎剛                                                                               | 5月24日       |
| 第九話   | 盡全力贏就好 但第二好的就是盡全力輸             | 林賢一     | 川又浩   | 佐野真司           | 櫻井木之實、李芸真、高橋昌大、增毛七村、飯飼一幸、廖雪宇、陳亮、李良鵬、千影、                                     | 5月31日       |
| 第十話   | 雖然不知轉角的前方會是什麼 但一定會是最好的東西 | 高橋奈津子 | 戶川順一 | 佐野真司           | 齋藤直子 | 6月7日        |
| 第十一話 | 我想活出美麗的人生                              | 平見瞠     | 大原實   | 粟井重紀           | 櫻井木之實、李芸真、山本真由美、工藤昌大、南伸一郎、花輪美幸、飯飼一幸、無錫星月影視動画制作有限公司、動画有限公司 | 6月14日       |
| 第十二話 | 也許我們會喜歡需要自己的人                      | 林賢一     | 渡邊慎一 | 杉山正樹           | 渡邊裕二 | 6月21日       |
| 第十三話 | 一想到美妙的事會發生 我就會乘著想像的翅膀飛翔   | 林賢一     | 渡邊慎一 | 加藤顯             | 葛歡、趙玲、李文静、姚遠、顧金秋、杨国福、STUDIO MASSKET                                                           | 6月28日       |
| 第十四話 | 真正的王子 遇見真正的公主 是永遠不嫌晚的        | 平見瞠     | 中島深   | 杉山正樹           | 齋藤直子、佐藤沙名榮、丸山千繪                                                                                     | 7月5日        |
| 第十五話 | 就算你在世界盡頭 我也會飛奔過去的               | 高橋奈津子 | 大原實   | 吾妻貴明、新子太一 | 鎖鎖、周玄、蔣杭岑、李欣然、李文婧、崔芝蘭、宁贞嘉、王昱凯、武釗、魏周笑、郭余樂                                   | 7月12日       |
| 第十六話 | 我不會想知道 因為不明白的話會更好               | 林賢一     | 三浦陽   | 佐野真司           | 渡邊裕二 | 7月19日       |
| 第十七話 | 能讓一切改變的原動力 那就是愛情                 | 高橋奈津子 | 大原實   | 吾妻貴明、新子太一 | 楊鎮宇、陳瑜、李茹雪、李傑、孫偉、陳健強、牟鑫、武釗、郭余樂、骨架、蒙潤天、狼嚎                                   | 7月26日       |
| 第十八話 | 一打開書本 感覺昨天的玫瑰又活過來了             | 林賢一     | 戶川順一 | 西山祐樹           | 葛歡、趙玲、李文静、姚遠、顧金秋、杨国福、STUDIO MASSKET                                                           | 8月2日        |
| 第十九話 | 我現在正走在 通往天國的道路上                   |            |          |                    | |               |

## 漫畫
改編漫畫由星窪朱子作畫，在《B's-LOG COMIC》於Vol.144起開始連載。
| 卷數 | KADOKAWA     | KADOKAWA               |
| 卷數 | 發售日期     | ISBN                   |
| ---- | ------------ | ---------------------- |
| 1    | 2025年8月1日 | ISBN 978-4-04-738531-3 |

## 外部連結
- 官方网站
- 安妮·雪利的X（前Twitter）